# 曼努埃尔·门迪维尔
曼努埃尔·门迪维尔（西班牙語：Manuel Mendívil，1935年8月24日—2015年8月15日），墨西哥男子马术运动员。他曾代表墨西哥参加1964年、1972年和1980年夏季奥林匹克运动会马术比赛，其中1980年奥运会获得一枚铜牌。